# Нежная кожа
«Нежная кожа»(фр. La Peau Douce) — художественный фильм 1964 года французского режиссёра Франсуа Трюффо. Главные роли в этом фильме исполнили Жан Десайи, Франсуаза Дорлеак, Нелли Бенедетти и Даниэль Чеккальди.
Премьера фильма состоялась 20 апреля 1964 года во Франции, а 5 мая того же года фильм был представлен кинокритикам на Каннском кинофестивале.

## Сюжет
Успешный писатель, директор литературного журнала Пьер Лашне как будто счастлив в браке с красавицей Франкой, у него растёт замечательная дочурка. Но вот он встречает в Лиссабоне стюардессу Николь и влюбляется в неё. Их связь продолжается в Париже, однако Николь через какое-то время понимает, что Пьер — законченный эгоист, которому в этом мире если кто и дорог, то лишь он сам, и порывает с ним. Между тем обманутая жена уже решает отомстить Пьеру.

## В ролях
- Жан Десайи — Пьер Ляшне
- Франсуаза Дорлеак — Николь
- Нелли Бенедетти — Франка Ляшне
- Даниэль Чеккальди — Клеман
- Лоуренс Бади — Ингрид
- Филипп Дюма — месье Бертран
- Поль Эманюэль — Одиль
- Морис Гаррель — господин Бонтан (продавец в книжном магазине)

## Реакция

### Отзывы
Несмотря на известность и признанность Трюффо благодаря фильмам «Жюль и Джим» и «Четыреста ударов», его новый фильм «Нежная кожа» не получил ни крупного успеха, ни больших кассовых сборов. Приведём рецензию из журнала "Советский экран" (1964 г., № 13): «Нежная кожа» — это рассказ о почтенном литераторе, отце семейства, который влюбился в молоденькую стюардессу. Новое увлечение принесло ему волнения и радости свиданий, но не дало настоящего счастья. Герой фильма поссорился с женой, а стюардесса, готовая продолжать роман, не захотела связывать себя браком. Фильм кончается выстрелом: оскорбленная жена литератора стреляет в него...
Любовь — великая и вечная тема искусства. Но не надо быть искусствоведом, чтобы уловить одну закономерность в художественной разработке этой темы: элементарное изображение любовной интриги с назойливо-старательным живописанием постельных подробностей не может стать, никогда не становилось фактом большого искусства. При таком изображении любви посвященное ей произведение мало что скажет о времени и людях. Да и сама любовь, выключенная художником из потока многослойной жизни, неизбежно потеряет свою реальную силу и красоту.
Чтобы по-настоящему понять и пережить любовь экранных героев, зритель должен их узнать, душевно заинтересоваться их судьбой. Создатель «Нежной кожи» удивительно поверхностен в обрисовке характеров. Все его незаурядное мастерство направлено на то, чтобы точнее, выразительнее показать сцены свиданий. Не углубившись в характеры героев, он отрезал себе возможность глубокого изображения их драмы. Герои стали элементарными исполнителями сюжетных функций, не более того. «Нежная кожа» оставляет такое ощущение: режиссер взялся за остродраматичный фильм, не желая и не стремясь осветить жизнь и характеры героев фильма наблюдениями и раздумьями, выходящими за пределы банальной любовной истории. 

## Награды и номинации
В 1964 году фильм участвовал в Каннском кинофестивале и был номинирован на Золотую пальмовую ветвь, но критики дали ему смешанную оценку, и в результате он не получил никакой награды, уступив "Гран-при" мелодраме «Шербурские зонтики», причём перевес картине с Катрин Денёв в главной роли принёс один голос членов жюри: шесть против пяти. Единственную же награду фильм получил через год в Дании — там он был назван лучшим европейским фильмом года.

### Награды
- 1965 — Премия Бодиль в категории Лучший европейский фильм (Франсуа Трюффо)

### Номинации
Каннский кинофестиваль:
- 1964 — Золотая пальмовая ветвь (Франсуа Трюффо)